# Träffningen vid Ibiza
Träffningen vid Ibiza var en mindre sammandrabbning mellan ett svenskt och ett brittiskt fartyg natten mellan den 28 och den 29 februari 1780 utanför Ibiza.

## Bakgrund
År 1779 inledde den svenska fregatten Illerim en expedition till Marocko för att där avlämna fredspresenter till sultanen mot att svenska handelsfartyg i medelhavet inte skulle utsättas för kapare från Barbareskstaterna. Under expeditionen blev dock Illerim tillfångatagen i Málaga efter att ha seglat in i Gibraltar under en pågående belägring. När den till slut blev frisläppt i november och hade överlämnat de sista fredspresenterna var det för sent på året för att ta sig hem och man stannade därför kvar i medelhavet under vintern för att skydda svenska handelsfartyg.

## Träffningen
Natten mellan den 28 och den 29 februari 1780 befann sig Illerim utanför Ibiza när en kutter under brittisk flagg framkom och frågade var fartyget kom ifrån och vart det skulle. Efter att svenskarna svarat "från sjön, till sjön" seglade kuttern förbi och vände, varefter den besköt Illerim, vilken som svar besköt kuttern. Kuttern seglade förbi igen men återkom en halvtimme senare då samma sak skedde. Åter en halvtimme senare uppenbarade sig kuttern igen och besköt Illerim. Denna gången lyckades svenskarna dock avlossa en fullträff, efter vilket kuttern, som nu insåg att den besköt ett betydligt större fartyg, hastigt avseglade.

## Efterspel
Efter träffningen seglades Illerim till Málaga för att reparera skadorna. Där avled även befälhavaren David Ankarloo i kallbrand till följd av att hans högra ben under träffningen fått bägge benpiporna avskjutna och lårpipan krossad. I ett senare brev från Henric Brandel, den svenska konsulen i Alger, informerades det att kuttern som anfallit Illerim var en kapare vid namn Hektor. Den anfördes av en förrymd norskfödd dansk vid namn Jesperson som beskrevs som "en djerf sälle, något halt på ena benet, hade rymt ifrån Danska tjensten, och var en stor hatare af Danskar och Svenskar". Han anföll Illerim då han trodde denna var fransk.